# Колонна (Лаціо)
Коло́нна (італ. Colonna) — муніципалітет в Італії, у регіоні Лаціо, метрополійне місто Рим-Столиця.
Колонна розташована на відстані близько 24 км на схід від Рима.
Населення — 4233 особи (2014).
Покровитель — Святий Миколай Барійський (San Nicola di Bari).

## Демографія
Населення за роками:

Станом на 1 січня 2023 року в муніципалітеті офіційно проживали 462 іноземці з 36 країн, серед них 367 громадян країн Євросоюзу та 10 громадян України.

## Сусідні муніципалітети
- Монте-Компатрі
- Рим
- Сан-Чезарео